# 蒋祝平
蒋祝平（1937年11月—），男，江苏宜兴人，中华人民共和国政治人物。哈尔滨军事工程学院导弹工程系导弹总体设计专业毕业，高级工程师。

## 生平
1960年3月加入中国共产党。历任国营三二〇厂党委副书记；航空工业部直属机关党委书记；中共江西省委常委、江西省人民政府副省长、江西省委副书记；中国民用航空局局长，中国民用航空总局副局长等职。1995年2月任中共湖北省委副书记、湖北省人民政府省长，2000年12月升任湖北省委书记。2001年12月被增选为全国人大教育科学文化卫生委员会副主任委员，2003年3月获连任，2008年退二线。